# Ребекка Голл
Ребекка Голл (англ. Rebecca Maria Hall; нар. 3 травня 1982 року) — британська акторка і режисер. Вона вперше з’явилася на екрані у віці 10 років у телеадаптації роману «Газон з ромашками» 1992 року, знятого її батьком, сером Пітером Голлом. Її професійний дебют відбувся в постановці її батька «Професія місіс Воррен» у 2002 році, яка принесла їй премію Яна Чарльзона.
У 2006 році, після кінодебюту в комедії «Потрапити до десятки», Голл отримала проривну роль у трилері Крістофера Нолана «Престиж». У 2008 році вона зіграла роль Вікі в мелодрамі Вуді Аллена «Вікі Крістіна Барселона», за яку була номінована на «Золотий глобус» як найкраща акторка.
Потім Голл знялася у багатьох фільмах, включаючи історичну драму Рона Говарда «Фрост проти Ніксона» (2008), кримінальну драму Бена Аффлека «Місто» (2010), трилер з елементами жахів «Екстрасенс» (2011), супергеройський фільм «Залізна людина 3» (2013), науково-фантастичний фільм «Перевага» (2014), психологічний трилер «Подарунок» (2015), фентезі у жанрі live-action/CGI «Великий дружній велетень» (2016), біографічну драму «Професор Марстон і Диво-жінки» (2017), а також монстрофільм «Ґодзілла проти Конга» (2021). У 2016 році критики відзначили Голл за роль репортерки Крістін Чаббак у біографічній драмі «Крістін». Вона дебютувала як режисер із фільмом «Поміжжя» (2021), отримавши схвалення критиків.
Голл також зробила кілька помітних виступів на британському телебаченні. Вона отримала нагороду Британської телевізійної академії за найкращу жіночу роль другого плану за мінісеріал на Channel 4 «Червоний райдинг: 1974» у 2009 році. У 2013 році номінована на нагороду Британської телевізійної академії за найкращу жіночу роль за гру в серіалі BBC Two «Кінець параду».

## Життєпис
Народилася 3 травня 1982.
В 1992-му році зіграла свою першу роль в телевізійному фільмі свого батька, Пітера Голла, The Camomile Lawn.

## Фільмографія
- 2006 — «Широке Саргасове море»
- 2006 — «Попасти в десятку»
- 2006 — «Престиж»
- 2008 — «Фрост проти Ніксона»
- 2008 — «Вікі Крістіна Барселона»
- 2009 — «Доріан Грей»
- 2010 — «Прошу, дай»
- 2010 — «Місто»
- 2012 — «Фортуна Вегаса»
- 2013 — «Залізна людина 3»
- 2014 — «Перевага»
- 2015 — «Подарунок»
- 2016 — «Крістін»
- 2017 — «Вечеря»
- 2018 — «За мрією»
- 2018 — «Голмс та Ватсон» — Грейс Гарт
- 2019 — «Дощовий день у Нью-Йорку»
- 2021 — «Ґодзілла проти Конга»
- 2024 — «Ґодзілла проти Конга 2»
- 2025 — «Елла Маккей»

## Нагороди
Supporting Actress BAFTA

## Номінації
Двічі Золотий Глобус за найкращу жіночу роль у повнометражному фільмі - мюзиклі або комедії.